# Rehm (Patriziergeschlecht)

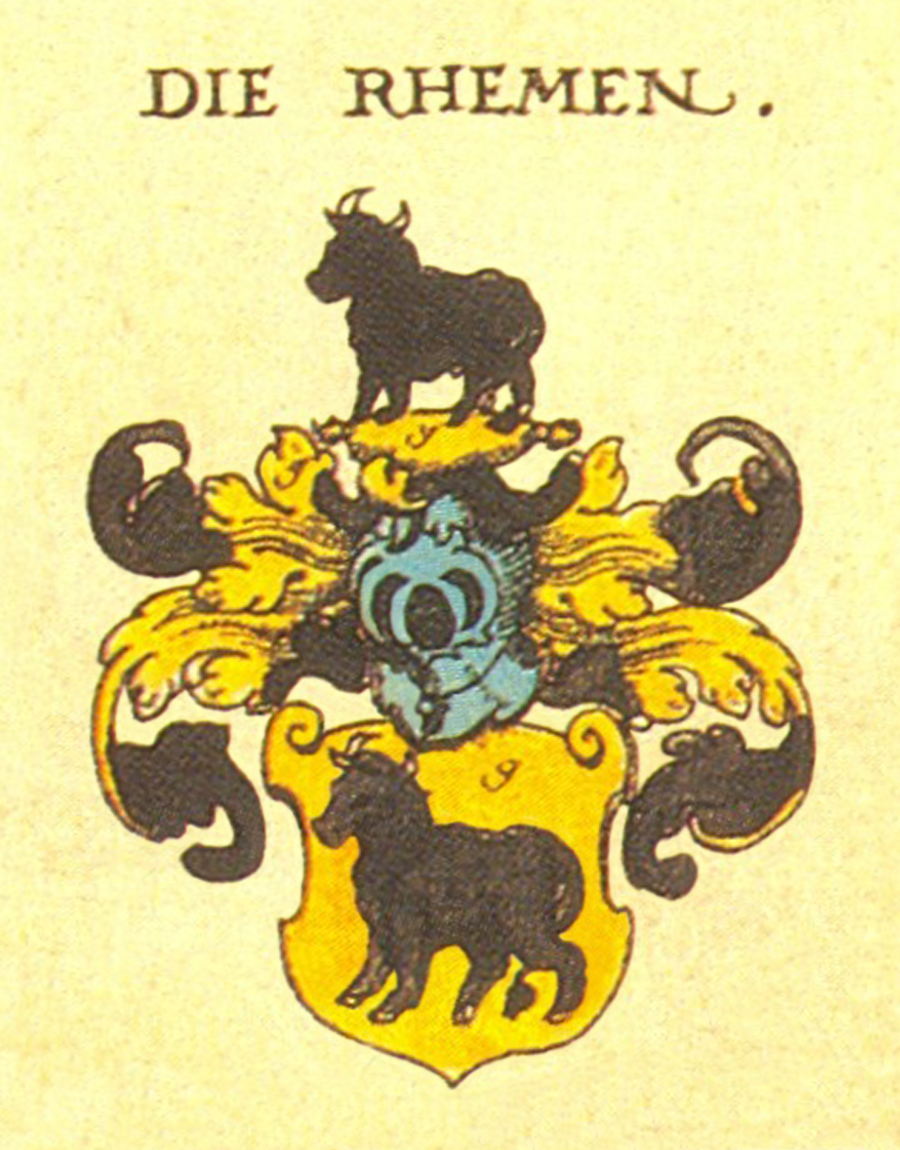
Wappen der Rem

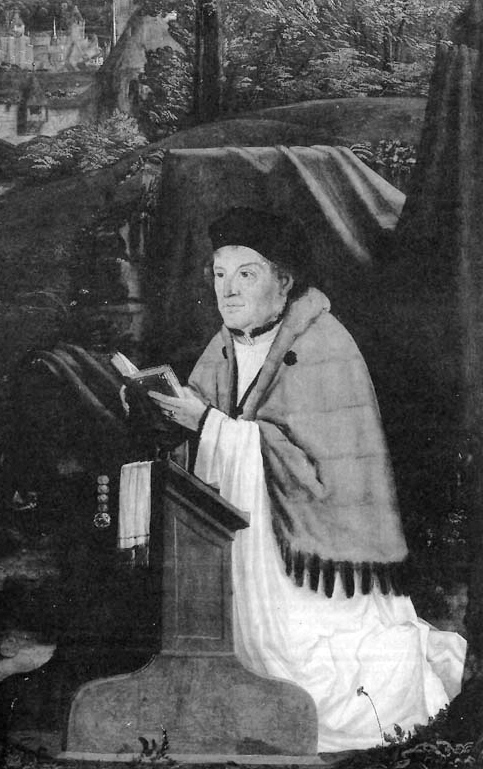
Ägidius Rehm als Domherr von Passau

Rehm, auch Rem, Rhem bzw. Roem, ist der Name eines Augsburger Patriziergeschlechts, das im 16. Jahrhundert in den Reichsadel erhoben wurde und im 18. Jahrhundert stark im Geheimen Rat vertreten war.

## Geschichte
Von 1282 bis 1295 erscheint erstmals urkundlich in Augsburg Heinrich Rem. 1302 erhielt ein gewisser Chunradus Remo de Gremhain das Augsburger Bürgerrecht. Die ununterbrochene Stammreihe beginnt mit dem Bürgermeister und Stadtpfleger von Augsburg Berchthold Rem († 1325). Sein gleichnamiger Sohn amtierte ebenfalls als Stadtpfleger. 1368 trat der Enkel Berchtholds, Johann Rem († 1411) der Kaufmannszunft bei. Von 1375 bis 1392 wurde Johann Rem viermal zum Stadtpfleger gewählt. Des Weiteren gründete er eine Handelsgesellschaft, welche Baumwollhandel betrieb. 1398 erfolgte seine Aufnahme in das Ulmer Patriziat. 1479 wurde den Rems die Aufnahme zu den Geschlechtern durch den Rat angeboten und erst 1538 angenommen.
Lucas Rems kaufte ein reichsunmittelbares Rittergut, wodurch die Familie fortan zum Schwäbischen Bund sowie zur Rittergesellschaft gehörte. Ägiudius Rehm († 1535) fungierte von 1526 bis 1525 als Bischof von Chiemsee. Die Familie wurde 1547 von Kaiser Karl V. in den Reichsadelsstand erhoben. Wolfgang Andreas Rehm († 1580) war Dompropst von Augsburg und Ulrich Rehm Dompropst von Udenheim. 1636 erscheint Ludwig Rehm als Geheimrat in Nürnberg. Den Stamm setzte der Mitte des 17. Jahrhunderts lebende Georg Wilhelm Rehm fort, von dem dessen Sohn Georg Friedrich von Rehm zwei Nachkommen hatte. Der königlich-bayerische Hauptmann in Augsburg Franz Anton von Rehm (* 1766) erhielt die Eintragung in die königlich-bayerische Adelsmatrikel.

## Angehörige
- Ägidius Rehm (1486–1535), deutscher Geistlicher, Bischof von Chiemsee
- Lucas Rem (1481–1541), Augsburger Kaufmann, bekannt durch sein Tagebuch
- Wilhelm Rem (1462–1529), Augsburger Chronist